# Izotges
Izotges é uma comuna francesa na região administrativa de Occitânia, no departamento de Gers. Estende-se por uma área de 2,94 km². Em 2010 a comuna tinha 102 habitantes (densidade: 34,7 hab./km²).